# トリノ条約 (1733年)
トリノ条約（トリノじょうやく、英語: Treaty of Turin）は、1733年9月にトリノで締結された、フランス王ルイ15世とサルデーニャ王カルロ・エマヌエーレ3世の間の秘密条約。
フランスがサルデーニャのミラノ公国侵攻を援助する代わりに、フランス軍がトスカーナ大公国、ナポリ王国、シチリア王国に侵攻するとき、サルデーニャの領内を通過することを許可した。
条約により、ポーランド継承戦争におけるフランス軍はイタリア半島での活動が可能になった。